# علم قرض الشعر
علم قرض الشعر علم باحث عن أحوال الكلمات الشعرية لا من حيث الوزن والقافية بل من حيث حسنها وقبحها من حيث أنها شعر. وحاصله تتبع أحوال خاصة بالشعر من حيث الحسن والقبح والجواز والامتناع وأمثالها قاله في مفتاح السعادة ومدينة العلوم. قال ابن الصدر في الفوائد هو معرفة محاسن الشعر ومعائبه كما عاب الصاحب أبا تمام في قوله.
حيث قابل المدح باللوم والصواب مقابلته بالذم والهجاء وأيضا عيب على أبي تمام التكرير في أمدحه مع الجمع بين الحاء الهاء وهما من حروف الحلق. 

## غرضه
غرضه تحصيل ملكة إيراد الشعر على تلك الأحوال الخاصة. 

## غايته
غايته الاحتراز عن الخطأ في ذلك الإيراد. ومباديه مقدمات حاصلة من تتبع أشعار الغرب واستحسانات تقبلها الطباع السليمة. قال الأرنيقي في «المدينة»: رأيت كتابا منظوما في هذا العلم وأنا في عنفوان الشباب في زمن اشتغالي بالعلوم الأدبية لكن لم أتذكر اسمه واسم مصنفه. اهـ